# Jan Zadražil
Jan Zadražil (* 5. listopadu 1975 Řež) je český herec.
V Praze vystudoval konzervatoř. V současnosti stálé angažmá v divadle nemá. Dříve působil v různých scénách, jako jsou např. Divadlo Na Fidlovačce, Divadlo na Vinohradech, Divadlo pod Palmovkou a mnoho dalších. Je ženatý a má dvě děti. Považuje se za bezvěrce, ale sympatizuje s buddhismem.

## Filmografie
- 2007 – Velmi křehké vztahy (anesteziolog MUDr. Ludvík Strnad)[2]
- 2009 - Zemský ráj to na pohled (kameraman Tomáš)
- 2016 – Ohnivý kuře (Daniel Keller)
- 2017 – Specialisté (Jaroslav Čermák)
- 2019 – #martyisdead